# Master of Pain II 2003-2014
Master of Pain II 2003-2014 è una raccolta del rapper italiano Metal Carter, pubblicata il 9 Marzo 2015.

## Il disco
Seconda parte della raccolta Master Of Pain 2003-2013, il disco racchiude svariati brani e strofe pubblicati nella carriera del rapper, tutti remixati da Santo Trafficante.

## Tracce
1. Master Of Pain II Intro
2. Metal Carter Church rmx
3. Amico di Chi? rmx
4. Pagliaccio di Ghiaccio pt.2 rmx
5. Violenza Domestica rmx
6. Brucio il tuo tempio rmx
7. Cadere rmx
8. Rituale rmx + skit
9. Visioni Morbose rmx
10. Nessun Riscontro rmx
11. Falso rmx
12. Drug Town rmx
13. Lascia Perde rmx
14. Dimensione Violenza rmx
15. Hardcore pt.1 rmx
16. Riflesso rmx
17. Skit
18. Circo rmx
19. Boy Band rmx
20. Attitudine rmx
21. Evil Dead rmx
22. I più corrotti rmx
23. Esca rmx
24. Tutto ciò che fanno rmx
25. Croce nera sulla mappa rmx
26. Metal Blade Freestyle rmx
27. Skit
28. Nei miei occhi rmx
29. Killing Time rmx
30. Ce lo sai rmx
31. Casolimite rmx
32. Sigla Amiata Rap rmx
33. Minaccia rmx
34. Con il Crack rmx
35. La clessidra rmx
36. Fai un passo rmx
37. Nella Morsa rmx
38. Bodega rmx
39. Skit
40. Impuro pt.2 rmx
41. Parlando alla Luna rmx
42. Loyalty rmx
43. Odio Cieco rmx
44. Piano Punitivo rmx
45. Stolen Car rmx
46. Nato Morto rmx
47. Vendetta rmx
48. We Crave Hardcore Rap rmx
49. Triumph Special rmx
50. Fan del Truceklan rmx
51. Slaughter rmx
52. Il Lato Peggiore rmx
53. Natural Born Skillerz Round 2 rmx
54. Tradirmi Mai rmx
55. Rispetto rmx
56. Il Dramma rmx
57. Eclissi rmx
58. Muori per me rmx + Outro